# Pedro José López Ronda
Pedro José López Ronda (València, 7 de desembre de 1973), Pedro López, és un ex-pilotari valencià en nòmina de l'empresa ValNet. En la modalitat de l'Escala i corda jugà com a dauer, però també destacà com a jugador de frontó gràcies a la seua condició d'esquerrà. Ha sigut membre de la Selecció Valenciana de Pilota.
Forma part dels jugadors formats a Pelayo.
És conegut com a Pedro el Zurdo, per ser esquerrà i per diferenciar-se de Pedrito, també escalater format a Pelayo.

## Palmarés
- Escala i corda:
  - Campió juvenil d'escala i corda: 1990 i 1991
  - Campió de la Lliga Caixa Popular: 1998
  - Campió del Trofeu Mancomunitat de la Ribera Alta: 2007
  - Subcampió del Trofeu Mancomunitat de la Ribera Alta: 2008
  - Campió del Trofeu Universitat de València: 2006 2007
  - Subcampió del Circuit Bancaixa: 2010 2011
  - Subcampió del Trofeu Hnos. Viel: 2010 2011
  - Campio del Trofeu Ciutat de Llíria: 2010 2011
- Frontó:
- Campionats Internacionals de Pilota
  - Campió del Mundial de Llargues 1998 a Maubeuge (França)
  - Subcampió del Trofeu Internacional Alpi-Maritime, 1998